# 萊達河
53°12′37″N 7°25′27″E / 53.21033°N 7.42414°E

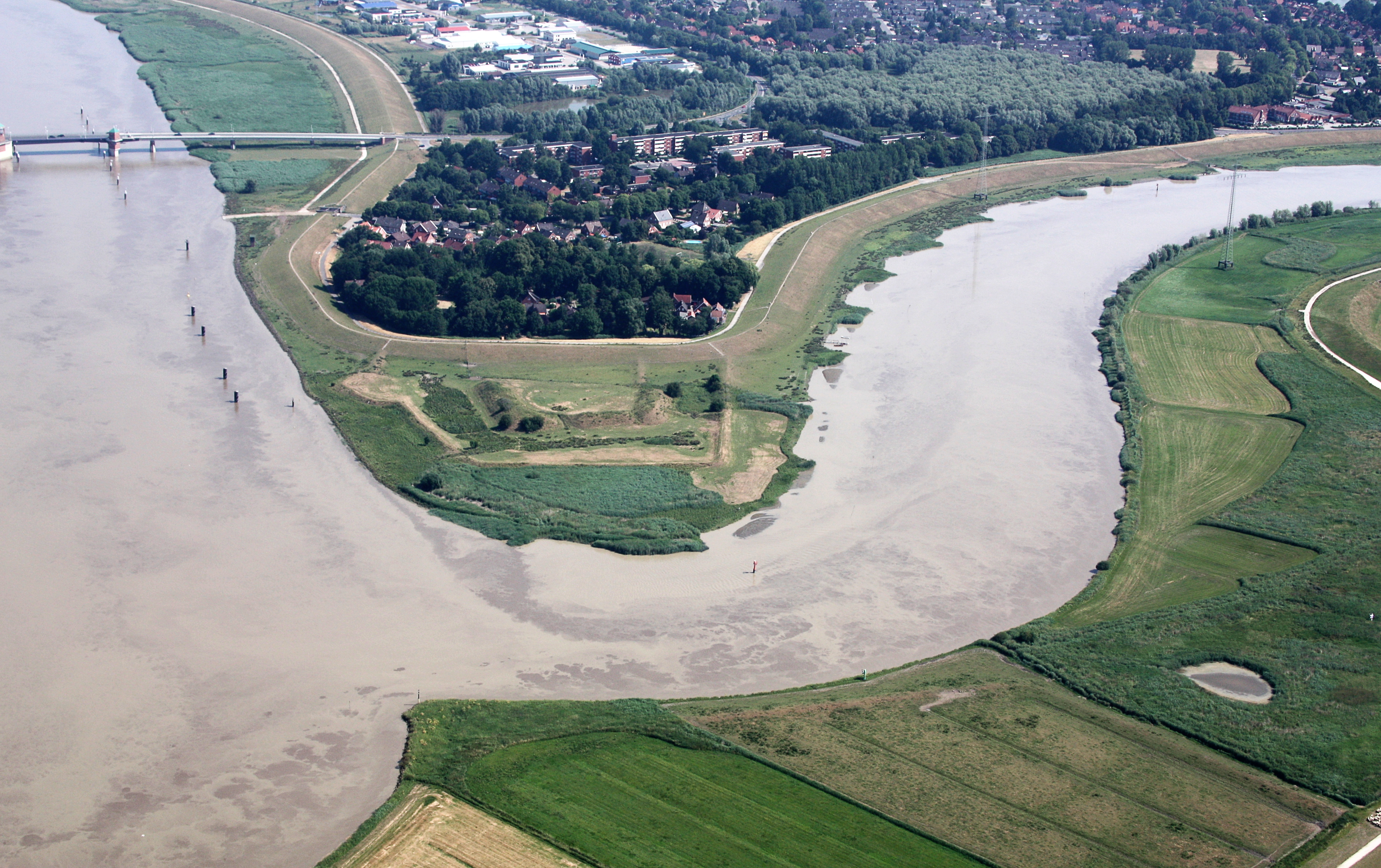

萊達河（德語：Leda），是德國的河流，位於該國西北部，由下薩克森州負責管轄，屬於埃姆斯河的右支流，河道全長24公里，流域面積2,096平方公里，發源自巴瑟爾附近。